# ESRO–1B
ESRO–1B (BOREAS)  technológia műhold.

## Küldetés
Európai Űrkutatási Szervezet (ESRO) (European Space Research Organisation) több tudományos műholdat épített, amelyeket amerikai hordozórakétákkal juttattak pályára.
Feladata, pályasíkjából adatokat szolgáltatni az északi-fény jelenségének vizsgálatával.

## Jellemzői
Az ESRO megbízásából építette a Laboratoire Central de Telecommunications, üzemeltette az ESRO.
Megnevezései: ESRO–1B; ESRO–1B (European Space Research Organization); Boreas; Borealis; COSPAR: 1969-083A. Kódszáma: 4114.
1969. október 1-jén a Vandenberg légitámaszpontról, az SLC–5 (LC–Launch Complex) jelű indítóállványról  egy Scout–B (S172C) hordozórakétával állították alacsony Föld körüli pályára (LEO = Low-Earth Orbit). Az orbitális pályája 92 perces, 86 fokos hajlásszögű, elliptikus pálya perigeuma 291 kilométer, az apogeuma 389 kilométer volt.
A hordozórakéta 4. fokozata technikai okok miatt nem tudta az eredeti pályába emelni. Felépítése, szolgálata megegyezik a ESRO–1A műholdéval. Formája henger, tömege 80 kilogramm. Forgás-stabilizált, mágnesesen igazítva a Föld mágneses tengelyéhez. Az űreszköz felületét napelemek borították, éjszakai (földárnyék) energia ellátását kémiai akkumulátorok biztosították.
Mérőműszerei:
1. átáramló részecskék mennyiségének- és energiájának mérése ,
2. északi-fény jelenségének vizsgálat, hajnali fotózással,
3. Naptevékenység által keletkezett protonok jelenlétének, energiájának, hőmérsékletének rögzítése,
4. elsődleges kozmikus sugárzás mérése,
5. mikrómeteorok (nagyobb, kisebb) jelenlétének ellenőrzése,
6. az áramló részecskék, a galaktikus kozmikus sugárzás színképelemzése,

1969. november 23-án 52 nap (0,14 év) után a légkörbe és megsemmisült.